# Liste von Persönlichkeiten der Gemeinde Alpen (Niederrhein)
Diese Liste von Persönlichkeiten der Gemeinde Alpen umfasst die Bürgermeister, Ehrenbürger, Söhne und Töchter der Stadt sowie weitere Persönlichkeiten mit Bezug zur Stadt.

## Bürgermeister
- In den 1890er Jahren: Wilhelm Stefen[1]

### Bürgermeister seit 1969
- 1969: Gerhard Maas[2]
- 1986–2004: Willi Jansen[2]

## Ehrenbürger
- Carl Commesmann (* 15. April 1862 in Alpen – † 1926), Verwaltungsbeamter, Bürgermeister, Ehrenbürger der Stadt Rheinbach (7. Juli 1926)[3]

## In der Gemeinde Alpen geborene Persönlichkeiten
- Die Kurfürstin Amalia (1539–1602), Pfalzgräfin bei Rhein, Herzogin in Bayern, geborene Gräfin zu Neuenahr und Limburg, Frau zu Alpen etc. wurde auf dem Schloss in Alpen geboren und ist dort auch gestorben. Zuerst war sie mit dem Führer der niederländischen Freiheitsbewegung, Heinrich von Brederode, später mit dem Kurfürsten Friedrich III. von der Pfalz verheiratet.
- Johann von Alpen (1630–1698) war Generalvikar des Bistums Münster.
- Paul Hachenberg (1642–1680), Rechtswissenschaftler, Historiker und Politiker
- Johann Heinrich Lübeck (1799–1865), deutsch-niederländischer Geiger, Komponist und Musikpädagoge
- Wilhelm Brinkhoff (1839–nach 1860), Räuber auf der Bönninghardt
- Wilhelm Koppers (1886–1961) Priester, Ethnologe. Ab 1928 Professor für Völkerkunde in Wien. Als Anhänger des Austrofaschismus musste er Österreich nach dem Anschluss an Deutschland verlassen. Nach 1945 wurde er wieder eingestellt.
- Maria Nühlen (* 1954), Philosophin und emeritierte Hochschullehrerin
- Hans-Hermann Jansen (* 1960), Musiker, Pädagoge und Hochschullehrer
- Andreas Windhuis (* 1962), Schauspieler
- Anne Gesthuysen (* 1969), Journalistin und Moderatorin des ARD-Morgenmagazins.
- Robert Bongen (* 1974), Autor und Fernsehjournalist beim ARD-Politikmagazin Panorama.
- Marc Torke (* 1982), Moderator u. a. beim Mitteldeutschen Rundfunk, jetzt bei Radio NRW.

## Bekannte Einwohner und mit Alpen verbundene Persönlichkeiten
- Judy Bailey (* 1968), lebt im Ortsteil Menzelen